# Poèmes pour Mi
Poèmes pour Mi ist ein Liederzyklus des französischen Komponisten Olivier Messiaen. Das Stück entstand im Jahre 1936, Messiaen verfasste auch den Text des Zyklus und schrieb zunächst eine Fassung für Sopran und Klavier. Diese wurde am 28. April 1937 von Marcelle Bunlet (Sopran) und dem Komponisten am Klavier in Paris (schola cantorum) uraufgeführt. 1937 erstellte Messiaen eine Fassung für Sopran und Orchester.
Das Stück ist Messiaens erster Frau, Claire Delbos gewidmet, die den Spitznamen „Mi“ trug. Messiaen schrieb zwei weitere Liederzyklen (Harawi und Chants de terre et de le ciel), die Poèmes pour Mi wurden jedoch als einziger orchestriert.

## Besetzung der Orchesterfassung
4 Flöten, 3 Oboen (auch Englisch-Horn), 2 Klarinetten, 3 Fagotte

4 Hörner, 3 Trompeten, 3 Posaunen, Tuba

3 Schlagzeuger

Streicher
Dauer: ca. 32 Minuten

## Die einzelnen Lieder
1. Action de grâces („Danksagung“)

2. Paysage („Landschaft“)

3. La maison („Das Haus“)

4. Épouvante („Entsetzen“)

5. L‘épouse („Die Gattin“)

6. Ta voix („Deine Stimme“)

7. Les deux guerriers („Die beiden Krieger“)

8. Le collier („Das Halsband“)

9. Prière exaucée („Erhörtes Gebet“)

## Aufnahmen (Auswahl)
- Françoise Pollet (Sopran), Cleveland Orchestra, Pierre Boulez, DGG
- Renée Fleming (Sopran), Orchestre Philharmonique de Radio France, Alan Gilbert, Decca
- Jacqueline Dellmann (Sopran), Lucia Negro (Klavier), BIS
- Gwyneth-Ann Jeffers (Sopran), Stephen de Pledge (Klavier), BlackBox
- Jane Manning (Sopran), David Mason (Klavier), Forum
- Ingrid Kappelle (Sopran), Håkon Austbø (Klavier), Brilliant